# Campeonato da Europa de Atletismo de 2012 - 1500 m feminino
A prova dos 1500 metros feminino do Campeonato da Europa de Atletismo de 2012 foi disputada entre os dias 30 de junho e 1 de julho de 2012 no Estádio Olímpico de Helsinque em Helsinque,  na Finlândia. 
Em 25 de fevereiro de 2016, a IAAF anunciou que Mischenko, a vencedora da medalha de prata, fora banida de competição por dois anos até 17 de agosto de 2017, e todos os seus resultados desde 28 de junho de 2012 foram anulados.  Se confirmado, isso vai tirar de Mishchenko a medalha de prata que venceu neste evento. Após a desqualificação dos 4 primeiros, a espanhola Fernández foi a vencedora da corrida.

## Recordes
Antes desta competição, os recordes mundiais e do campeonato nesta prova eram os seguintes:
|                       | Nome              | Nacionalidade   | Tempo    | Local      | Data                   |
| --------------------- | ----------------- | --------------- | -------- | ---------- | ---------------------- |
| Recorde mundial       | Qu Yunxia         | China           | 3m50s46  | Pequim     | 11 de setembro de 1993 |
| Recorde do campeonato | Tatyana Tomashova | Rússia          | 3m56s 91 | Gotemburgo | 13 de agosto de 2006   |
| Recorde europeu       | Tatyana Kazankina | União Soviética | 3m52s47  | Zurique    | 13 de agosto de 1980   |

## Medalhistas
| Ouro                  | Prata             | Bronze               |
| Nuria Fernández (ESP) | Diana Sujew (DEU) | Tereza Čapková (CZE) |

## Cronograma
Todos os horários são locais (UTC+3).
| Data        | Hora  | Evento  |
| ----------- | ----- | ------- |
| 30 de junho | 12:10 | Bateria |
| 1 de julho  | 16:10 | Final   |

## Resultados

### Bateria
Qualificação: 4 atletas de cada bateria (Q) mais os 4 melhores qualificados (q). 
| Posição | Bateria | Atleta                 | Nacionalidade | Tempo   | Notas                |
| ------- | ------- | ---------------------- | ------------- | ------- | -------------------- |
| 1       | 1       | Isabel Macías          | Espanha       | 4:10.06 | Q                    |
| 2       | 1       | Tereza Čapková         | Chéquia       | 4:10.22 | q                    |
| 3       | 1       | Diana Sujew            | Alemanha      | 4:10.72 | q                    |
| 4       | 2       | Corinna Harrer         | Alemanha      | 4:11.59 | Q                    |
| 5       | 2       | Nuria Fernández        | Espanha       | 4:11.77 | Q                    |
| 6       | 2       | Ingvill Måkestad Bovim | Noruega       | 4:11.97 | q                    |
| 7       | 1       | Marina Munćan          | Sérvia        | 4:12.33 | q                    |
| 8       | 2       | Luiza Gega             | Albânia       | 4:12.54 |                      |
| 9       | 1       | Hind Dehiba            | França        | 4:12.79 | Recorde da temporada |
| 10      | 1       | Denise Krebs           | Alemanha      | 4:12.85 |                      |
| 11      | 1       | Ioana Doaga            | Roménia       | 4:13.73 |                      |
| 12      | 1       | Angelika Cichocka      | Polónia       | 4:14.59 |                      |
| 13      | 2       | Johanna Lehtinen       | Finlândia     | 4:14.83 | Recorde da temporada |
| 14      | 2       | Iris Fuentes-Pila      | Espanha       | 4:15.95 |                      |
| 15      | 2       | Sonja Roman            | Eslovênia     | 4:16.68 |                      |
| 16      | 1       | Ciara Mageean          | Irlanda       | 4:19.23 |                      |
| 17      | 2       | Tuğba Karakaya         | Turquia       | 4:19.58 | Recorde da temporada |
| 18      | 2       | Orla Drumm             | Irlanda       | 4:19.61 |                      |
| 19      | 2       | Lidia Chojecka         | Polónia       | 4:20.66 |                      |
| 20      | 1       | Charlene Thomas        | Grã-Bretanha  | DSQ     | [ 4 ]                |
| —       | 1       | Anna Mishchenko        | Ucrânia       | 4:08.95 | DSQ Doping           |
| —       | 1       | Aslı Çakır Alptekin    | Turquia       | 4:09.44 | DSQ Doping           |
| —       | 1       | Kristina Khaleyeva     | Rússia        | 4:09.69 | DSQ Doping           |
| —       | 2       | Ekaterina Gorbunova    | Rússia        | 4:11.58 | DSQ Doping           |
| —       | 2       | Gamze Bulut            | Turquia       | 4:11.68 | DSQ Doping           |
| —       | 2       | Anzhela Shevchenko     | Ucrânia       | 4:17.41 | Doping               |

### Final
| Posição           | Atleta                 | Nacionalidade | Tempo   | Notas                |
| ----------------- | ---------------------- | ------------- | ------- | -------------------- |
| Medalha de ouro   | Nuria Fernández        | Espanha       | 4:08.80 | Recorde da temporada |
| Medalha de prata  | Diana Sujew            | Alemanha      | 4:09.28 |                      |
| Medalha de bronze | Tereza Čapková         | Chéquia       | 4:10.17 |                      |
| 4                 | Corinna Harrer         | Alemanha      | 4:10.38 |                      |
| 5                 | Isabel Macías          | Espanha       | 4:11.12 |                      |
| 6                 | Ingvill Måkestad Bovim | Noruega       | 4:13.32 |                      |
| 7                 | Marina Munćan          | Sérvia        | 4:15.63 |                      |
| —                 | Aslı Çakır Alptekin    | Turquia       | 4:05.31 | Doping               |
| —                 | Gamze Bulut            | Turquia       | 4:06.04 | Doping               |
| —                 | Anna Mishchenko        | Ucrânia       | 4:07.74 | Doping               |
| —                 | Ekaterina Gorbunova    | Rússia        | 4:08.63 | Doping               |
| —                 | Kristina Khaleyeva     | Rússia        | 4:10.26 | Doping               |

Legenda
| Recorde mundial       | Recorde mundial (World record)               |                       | Recorde africano                      | Recorde africano (African) |                                           | Q | Classificado por posição (Qualified) |
| Recorde do campeonato | Recorde do campeonato (Championship record)  | Recorde da América    | Recorde da América (Americas)         | q                          | Classificado por melhor tempo (Qualified) |   |                                      |
| Melhor marca do ano   | Melhor marca do ano (World leading)          | Recorde asiático      | Recorde asiático (Asian)              | DNS                        | Não largou (Did not start)                |   |                                      |
| Recorde nacional      | Recorde nacional (National record)           | Recorde europeu       | Recorde europeu (European)            | DNF                        | Não terminou (Did not finish)             |   |                                      |
| Recorde pessoal       | Recorde pessoal do atleta (Personal best)    | Recorde da Oceania    | Recorde da Oceania (Oceania)          | DSQ / DQ                   | Desclassificado (Disqualified)            |   |                                      |
| Recorde da temporada  | Recorde da temporada do atleta (Season best) | Recorde sul-americano | Recorde sul-americano (South America) | NM                         | Sem marca (No mark)                       |   |                                      |